# فکر می‌کنی چقدر طول می‌کشد؟
فکر می‌کنید چقدر طول می‌کشد؟ دومین آلبوم استودیویی مستقل آمریکایی بیگ رد مشین که از نوازندگان آرون دسنر و جاستین ورنون تشکیل شده‌است. در ۲۷ اوت ۲۰۲۱ منتشر شد. دسنر اظهار داشت که این آلبوم حول موضوعات کودکی، پویایی خانوادگی و سلامت روان ساخته شده‌است.